# Rożniatów (Ukraina)
Rożniatów (ukr. Рожнятів, Rożniatiw) – osiedle typu miejskiego na Ukrainie, do lipca 2020 r. stolica dawnego rejonu rożniatowskiego, obecnie w rejonie kałuskim obwodu iwanofrankiwskiego.

## Historia
Osada powstała w XII w. pod nazwą Stare Sioło. W dokumencie z 1411 r. występuje już jako Rożniatów. Następne wzmianki pochodzą z 1414 r. Arcybiskup lwowski Mikołaja Wyżycki erygował tu parafię rzymskokatolicką w 1738 r. 
W 1782 r. powstała tu warzelnia soli, intensywnie rozwijało się rzemiosło. W 1785 r. Rożniatów otrzymał  prawa miasteczka. W 1801 r. stał się własnością Stanisława Skarbka, przemysłowca i filantropa, który założył tu m.in. manufakturę tkacką. Był on też właścicielem cegielni, młyna wodnego, gorzelni i tartaku. Po jego bezpotomnej śmierci majątek przeszedł zgodnie z testamentem na rzecz Fundacji Skarbkowskiej, prowadzącej działalność charytatywną. W 1877 r. powstała w mieście pierwsza szkoła, którą w 1902 r. rozszerzono do 4 klas. W 1906 r. utworzono szkołę rzemieślniczą. Utworzono także oddział "Sokoła".  
Do roku 1914 w powiecie bolechowskim, w austriackiej prowincji (kraj koronny) Królestwa Galicji i Lodomerii.  
Do roku 1945 w Polsce, w województwie stanisławowskim, w powiecie dolińskim, siedziba gminy Rożniatów. 
W 1931 r. miasteczko liczyło 677 zagród i domów oraz 3638 mieszkańców, w tym ok. 700 Polaków. Pozostali mieszkańcy to Żydzi i Ukraińcy. W latach 1943–1945 nacjonaliści ukraińscy z OUN i UPA zamordowali 16 Polaków.
W czasie okupacji niemieckiej mieszkający tutaj Polak Michał Jagiełłowicz z pomocą Ukraińca Ostapa Jureczki ukrywał 18 Żydów. Gdy wiosną 1944 roku Jagiełłowicz musiał uciekać przed banderowcami, ciężar opieki nad Żydami spadł na Jureczkę. Żydzi przetrwali do zajęcia tych terenów przez Armię Czerwoną w sierpniu 1944 roku. W następnym roku Jureczko padł ofiarą zbrodni ukraińskich nacjonalistów. W 2006 roku Instytut Jad Waszem uhonorował Michała Jagiełłowicza i Ostapa Jureczkę tytułami Sprawiedliwych wśród Narodów Świata. 
W 1989 Rożniatów liczył 4259 mieszkańców.

## Zamek[11]
W XV w. w mieście został zbudowany zamek warowny, który posiadał dwie wieże oraz dwa tunele do uroczyska Baturin i do klasztoru oo. bazylianów w ówczesnej miejscowości Podmonaster (Pidmonastyr). Zamek otoczony był głęboką fosą napełnioną wodą. Jego budowa związana jest z postacią hrabiego Stanisława Skarbka, który obok Potockich, Jabłonowskich, Koniecpolskich był jednym z największych galicyjskich magnatów. Na początku XX w. w zamku-pałacu znajdował sąd ziemski. Dziś użytkowany jest przez policję (ministerstwo spraw wewnętrznych). W latach 50. XX w. zamek został poddany renowacji. Ocalały łuki okien, ale nie ma już wież.

## Kościół  (nieistniejący)
Z fundacji Jana Aleksandra Koniecpolskiego wzniesiony w 20. i 30 latach XVIII w. pod wezwaniem Matki Bożej Bolesnej. Konsekrowany przez abp. Wacława Sierakowskiego w 1775 r. Zamknięty i zamieniony na magazyn w 1945 r, rozebrany w 1965 r. Obecnie na jego miejscu znajduje się pomnik Tarasa Szewczenki. 

## Pobliskie miejscowości
- Dolina
- Bolechów
- Kałusz